# Ebenezer J. Ormsbee

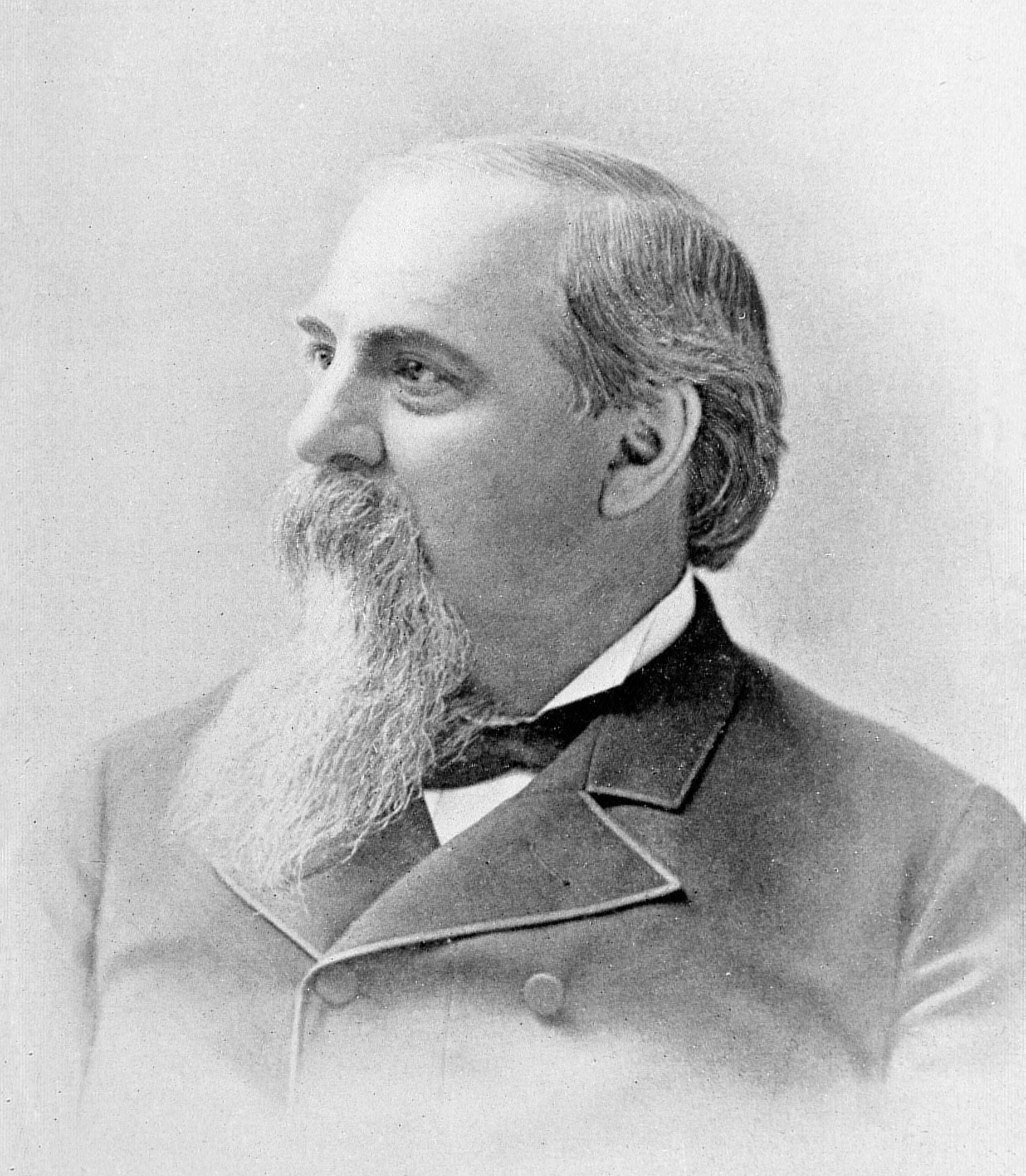
Ebenezer Jolls Ormsbee

Ebenezer Jolls Ormsbee (* 8. Juni 1834 in Shoreham, Vermont; † 3. April 1924 in Brandon, Vermont) war ein US-amerikanischer Politiker und von 1886 bis 1888 Gouverneur des Bundesstaates Vermont.

## Frühe Jahre und politischer Aufstieg
Ormsbee besuchte die Brandon Academy und die South Woodstock Academy. Danach war er selbst als Lehrer tätig, um sich sein Jurastudium zu finanzieren. Im Jahr 1861 wurde er als Rechtsanwalt zugelassen. Zwischen 1861 und 1863 war er am Amerikanischen Bürgerkrieg beteiligt. Er nahm an mehreren Schlachten, darunter auch der von Gettysburg, teil und brachte es bis zum Captain. Danach arbeitete er in Brandon als Rechtsanwalt.
Ormsbee wurde Mitglied der Republikanischen Partei. Zwischen 1868 und 1872 war er in Vermont Angestellter der Bundesfinanzverwaltung. Von 1870 bis 1874 war er Bezirksstaatsanwalt im Rutland County. Zwischen 1872 und 1873 war er auch Abgeordneter im Repräsentantenhaus von Vermont und von 1878 bis 1879 war er Mitglied des Staatssenats. Damals war er auch Kurator der Vermont Reform School. Zwischen 1884 und 1886 war Ebenezer Ormsbee als Vizegouverneur der Stellvertreter von Gouverneur Samuel E. Pingree.

## Gouverneur von Vermont
Im Jahr 1886 wurde Ormsbee zum neuen Gouverneur seines Staates gewählt. Der neue Gouverneur wurde am 7. Oktober dieses Jahres in seine zweijährige Amtszeit eingeführt. Ein Schwerpunkt seiner Amtszeit war die Verbesserung der Bildungspolitik. Zu diesem Zweck wurde ein Ausschuss gebildet, der die Schulgesetze des Staates überarbeitete. Außerdem kontrollierte der Gouverneur die Arbeit des erst kurz zuvor geschaffenen Eisenbahnausschusses. In Ormsbees Amtszeit entstand auch ein Gesundheitsausschuss. Im Jahr 1887 löste ein Vorschlag von Präsident Grover Cleveland in Vermont und anderen Nordstaaten einen Proteststurm aus. Dabei ging es um die Rückgabe von Flaggen der Armee der Konföderierten Staaten, die während des Bürgerkriegs von der Unionsarmee erobert worden waren. Gouverneur Ormsbee stellte sich vor die Veteranen des Krieges, die in diesem Vorgehen eine Beleidigung und Verunglimpfung ihrer gefallenen Kameraden sahen.

## Weiterer Lebenslauf
Nach dem Ende seiner Gouverneurszeit am 4. Oktober 1888 arbeitete Ebenezer Ormsbee wieder als Rechtsanwalt. Außerdem war er Präsident der Brandon National Bank. Im Jahr 1891 wurde er von Präsident Benjamin Harrison in eine Kommission berufen, die mit den Indianern in Nevada einen Friedensvertrag aushandeln sollte. Danach war er bis 1893 Vertreter der USA in Samoa, wo er mit seinen britischen und deutschen Kollegen Gebietsansprüche dieser Mächte regeln sollte. In den Jahren 1896 und 1900 unterstützte Ormsbee die erfolgreichen Präsidentschaftswahlkämpfe von William McKinley. 1913 enthüllte der frühere Gouverneur in Brandon ein Denkmal für Stephen A. Douglas, den bedeutendsten Sohn dieser Stadt. Ormsbee war Freimaurer und Mitglied der Grand Army of the Republic, einer Veteranenvereinigung der Bürgerkriegsteilnehmer der Unionsarmee. Er war zweimal verheiratet und hatte ein Kind.